# Abi Morgan
Abi Morgan (1968) is een Britse toneelschrijver en scenarist bekend van haar werk voor televisie, zoals Sex Traffic en The Hour, en de films Brick Lane, The Iron Lady, Shame en Suffragette.

## Werken

### Filmscenario's
- Brick Lane (2007)
- The Iron Lady (2011)
- Shame (2011)
- The Invisible Woman (2013)
- Suffragette (2015)

### Tv-scenario's
- My Fragile Heart (2000)
- Murder (2002)
- Sex Traffic (2004)
- Tsunami: The Aftermath (2006)
- White Girl (2008)
- Royal Wedding (2010)
- The Hour (2011)
- Birdsong (2012)
- River (2015)

- Biblioteca Nacional de España: XX5230724
- Bibliothèque nationale de France: cb16614223d (data)
- Catàleg d'autoritats de noms i títols de Catalunya: 981058510371506706
- Gemeinsame Normdatei: 1024471918
- International Standard Name Identifier: 0000 0000 4175 7211
- Library of Congress Control Number: no2001034186
- Nationale Bibliotheek van Tsjechië: xx0165172
- Nationale Bibliotheek van Israël: 987007596737105171
- Nederlandse Thesaurus van Auteursnamen: 303520450
- Système universitaire de documentation: 130893730
- Virtual International Authority File: 264344200
- WorldCat: E39PBJmtDpMrXvQ66g9PjC7j4q